# Рим-Син
Рим-Син (Ri-im-dEN + ZU, букв. «Телец [бога] Сина») — царь Ларсы, царь Шумера и Аккада, правил приблизительно в 1823 — 1763 годах до н. э.

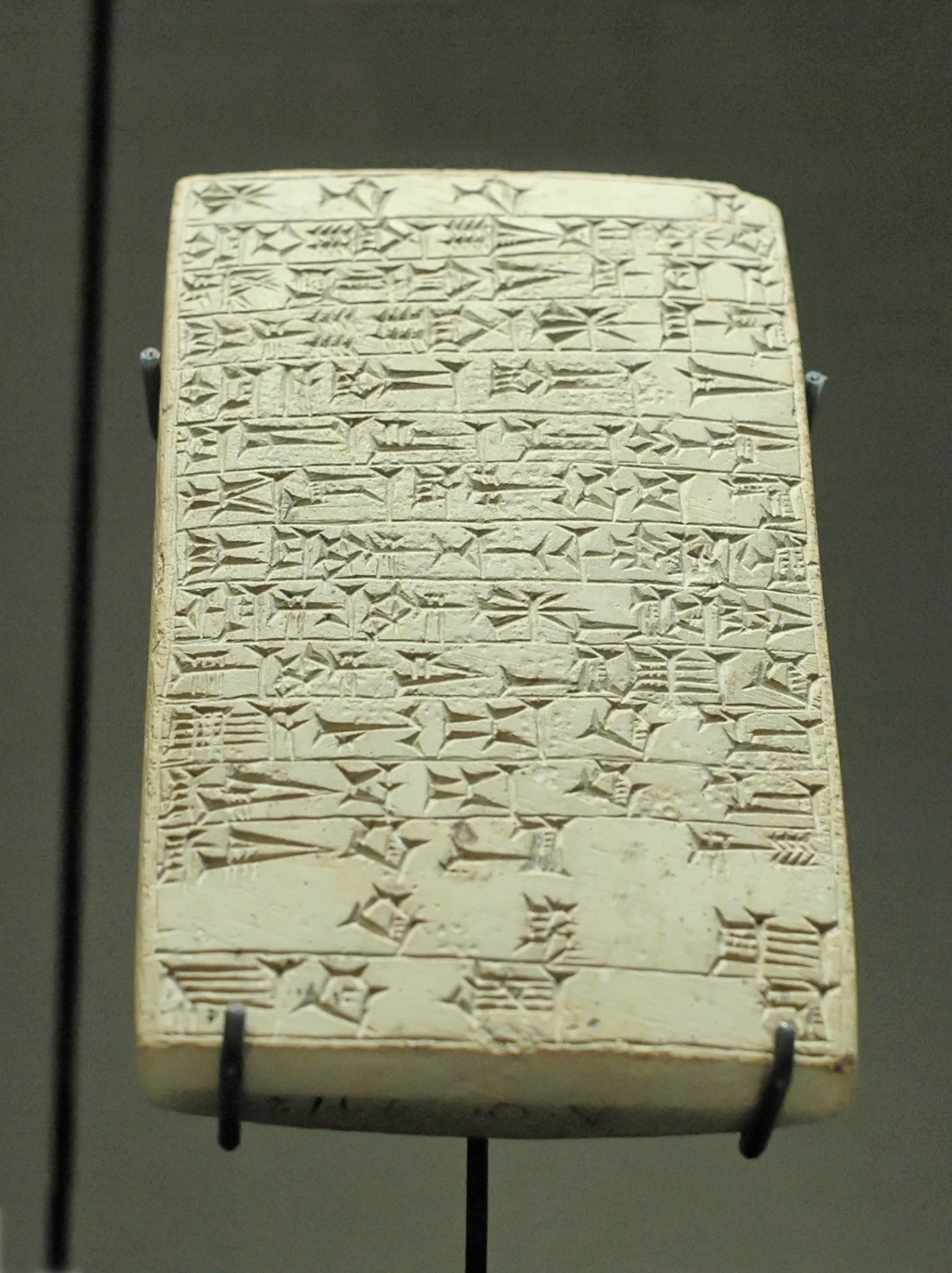

Младший сын Кудурмабуга.

## Первые годы правления

Древнее Междуречье

Рим-Син вступил на престол в малолетнем возрасте и первое время за него правил его отец. Первые годы его правления посвящены лишь хозяйственной деятельности, но войдя в возраст Рим-Син начал вести более активную военную политику, приумножая владения Ларсы.
В 1809 г. до н. э. он вновь занял Пи-Наратим, а в 1808 г. до н. э. разбил большую направленную против него коалицию, состоявшую из Урука, Исина, Вавилона, Рапикума и каких-то сутийских племён, причём взял в плен в бою урукского царя Ираданене. Затем в 1803/02 г. до н. э. он завоевал Кисуру и Урук (Уруком до конца его независимости правил некий архивариус Анам), тем самым, освободив для Ларсы всё течение Евфрата от Ниппура до устья. Он также взял город Дер на границе Элама. Как полагают в этой войне Рим-Син был союзником Рим-Анума, царя Малгиума.
Ном Лагаш всё это время прочно оставался во власти Рим-Сина, здесь он, между прочим, приказал построить храм в городе Э-Нинмар. С 1801 г. до н. э. Рим-Син принял прижизненное обожествление (божеские почести и раньше оказывались и его брату и ему самому в Ниппуре, по исинской традиции, но этот обычай ранее не распространялся на другие города Ларсы.

## Подчинение Исина
В 1800 г. до н. э. произошла стычка Ларсы с Вавилоном. Вавилонский царь Син-мубаллит, видимо, проиграл это сражение и, кажется, вступил в союз с Рим-Сином против Исина. В 1797 г. до н. э. Син-мубаллиту удалось, правда, на короткое время, завоевать Исин, но вскоре исинский царь Дамик-илишу вернул себе свою столицу. Между тем, Рим-Син постепенно начал захватывать одно за другим исинские укрепления и наконец в 1794 — 93 г. до н. э. был окончательно взят Исин. Царь Рим-Син особенно любивший необыкновенно пышные датировочные формулы, теперь сразу отказался от них и повёл отныне считать взятие Исина постоянной эрой (то есть событием с которого ведется отсчёт лет), по этому между прочим, мы очень мало знаем о дальнейших событиях его правления. Рим-Син неоднократно подчеркивал, что он не обращал жителей Исина в рабство; они лишь влились в состав единого государства Шумера и Аккада. Вместе с Исином к Ларсе отошёл, по-видимому, и соседний ном Казаллу.
Тем самым (поскольку Малгиум и Эшнунну можно было считать внешними по отношению к Двуречью царствами) в пределах Нижней Месопотамии, кроме Ларсы оставалось в её северной части только царство Вавилон, по площади раз в пять меньшее, чем Ларса. Поэтому цари Вавилона Апиль-Син и Син-мубаллит усердно укрепляли свои границы.

## Война с Хаммурапи
В 1787 г. до н. э. новый вавилонский царь Хаммурапи решил нанести удар по Ларсе. Были взяты Исин и Урук; вавилонское войско стояло в одном переходе от столицы Рим-Сина. Однако на следующий год военные действия шли уже гораздо ближе к Вавилону, чем к Ларсе, на берегах «Свекольного канала» (Ид-шумундар), прокопанного ещё по приказу Апиль-Сина, деда Хаммурапи, и, значит, не на территории царства Ларсы. После этого между Вавилоном и Ларсой на долгое время устанавливается перемирие.
Во время эламского наступления в Месопотамию (1765—1764) Хаммурапи срочно направил послов в Ларсу для переговоров о создании оборонительного союза между двумя царствами. Критическая ситуация, в которой оказались вавилоняне, хорошо описана Ярим-Адду, который был в то время главным посланником царства Мари при дворе Хаммурапи:

«Вражеское войско разбило лагерь в городе Упи и находится сейчас там. Отряды ополчения Хаммурапи расположились напротив в ожидании битвы. Они наблюдают друг за другом. В тот день, когда я отправил эту табличку моему господину, Хаммурапи объявил всеобщую мобилизацию у себя в стране. Он созвал войско из тамкаров и всех остальных мужчин, вплоть до освобождённых рабов, и держит их наготове. Для того чтобы [получить ещё одно] войско, он отправил к Рим-Сину своих высокопоставленных сановников. Постоянно, каждый день, его послы направляются в Машкан-шапир. Но до сего дня я не получил известий о прибытии этого войска. После этой моей таблички я напишу моему господину полный отчёт о том, что узнаю.»
Наконец, отправленные в Ларсу дипломаты вернулись с ответом Рим-Сина. В своём первом письме Зимри-Лиму Ярим-Адду излагал его содержание в довольно оптимистическом тоне:

«Рим-Син написал Хаммурапи следующим образом: "Мои войска находятся в готовности в моей стране. Пусть твои войска также будут в готовности в твоей стране! Если враг нападёт на тебя, мои войска и мои корабли присоединятся к тебе. Если же враг нападёт на меня, то пусть твои войска и твои корабли присоединятся ко мне!" Вот что Рим-Син написал Хаммурапи. Но их войска ещё не соединились. Полный отчёт об этом деле моему господину я пока не послал.»
Вскоре после этого Ярим-Адду отправил своему господину более точный отчёт:

«Вот послание которое они принесли: "Я выслушал то, что ты непрестанно пишешь по поводу войск, но по моим сведениям враг намеревается напасть на другую страну. Поэтому я не послал тебе мои войска. Однако мои войска наготове. Если враг вознамерится пойти против тебя, мои войска придут к тебе на помощь, а если враг вознамерится пойти против меня, то пусть твои войска придут мне на помощь!" Вот что Рим-Син написал Хаммурапи.»
Очевидно, что оба документа ссылаются на одно и тоже послание Рим-Син к Хаммурапи, но если из первого текста можно заключить, что царь Ларсы был в самом деле расположен к тому, чтобы заключить оборонительный союз, второй документ показывает, что в действительности он и пальцем не пошевелил, чтобы реализовать эту идею, обосновав свой отказ надуманным предлогом. Причина, по которой Рим-Син не присоединился к антиэламской коалиции, ясно не выражена ни в одном документе, но известно, что его семья была как-то связана с Эламом; отец и дед Рим-Сина даже носили эламские имена.
Таким образом Рим-Син оказался единственным месопотамским правителем, не принявшим участия в борьбе против эламитов. Победа Хаммурапи и его союзников также не произвела на него большого впечатления; его набеги на вавилонскую территорию лишь участились. Упоминание об этой ситуации мы находим в письме Хаммурапи:

«Вот, человек Ларсы (= Рим-Син) причинил зло моей стране посредством грабежа. После того, как великие боги вырвали из этой страны когти эламитов, я оказал много милостей человеку Ларсы, но он не сделал ничего хорошего мне в ответ.»

## Падение Ларсы
Наконец, в 1764 году до н. э. , умудренный опытом и одержавший к тому времени ряд побед над соседними государствами и племенами, Хаммурапи вновь двинул свою армию против Рим-Сина. Завоевание Ларсы проходило в два этапа. Сначала войска вавилонян и их союзников захватили город Машкан-шапир, своего рода северные ворота Ларсы. Только после этого была начата осада столицы. 
Речь, с которой Хаммурапи обратился к войскам, посланным против Машкан-шапира, удивительна во многих отношениях. С одной стороны, вавилонский царь объявил своим воинам, что они выступают против клятвопреступного города, «который нарушил клятву Шамашем и Мардуком»: таким образом, речь шла о священной войне, которая велась с согласия богов. С другой стороны Хаммурапи проповедовал милосердие; очевидно, он хотел, чтобы Машкан-шапир сдался без боя, лишь при одном виде вавилонских войск. Из того же письма мы видим, что в Машкан-шапире оказались запертыми родной брат Рим-Сина, а также три военачальника высокого ранга и войско в несколько тысяч человек.
Как представляется, Машкан-шапир сдался без боя, путём переговоров. В прологе к своим «Законам» Хаммурапи говорит о себе так:

«Владыка царей, в битве с которым никто не устоит, тот, кто даровал жизнь городу Машкан-шапир и напоил изобилием Эмеслам (главный городской храм, посвящённый богу Нергалу).»
Тексты из Мари не позволяют точно установить дату взятия Машкан-шапира (как и всей северной части царства Рим-Сина). Можно заметить, однако, что тексты из Ниппура начинают датироваться названиями лет Хаммурапи с конца четвертого месяца 30-го года, а документы из Исина — с середины пятого месяца, что указывает на установление в этих центрах, ранее подчинявшихся Рим-Сину, власти Хаммурапи. Таким образом, уместно предположить, что после взятия Машкан-шапира значительная часть царства Ларсы оказалась под контролем вавилонян.
После того как Машкан-шапир пал, население региона перешло на сторону завоевателя и даже смогло влиться в его армию. Не стоит забывать, что между Машкан-шапиром и Ларсой существовала давняя вражда: в своё время, город был аннексирован царём Ларсы Нур-Ададом (1866—1850), а во времена Варад-Сина (1835—1823) в Машкан-шапире был подавлен мятеж.
Затем Хаммурапи начал осаду Ларсы.

«Как только он завоевал Машкан-шапир, вся страна Ямутбал возопила к Хаммурапи: "Да здравствует мой господин!" Войско Ямутбала встало одним лагерем с войском Хаммурапи. Хаммурапи возглавил эти войска и начал осаду Ларсы.»
Эта осада продолжалась около шести месяцев. Вавилонская армия, увеличившаяся за счёт «освобождённого» Ямутбала, не была единственной силой, осаждавшей Ларсу. По требованию Хаммурапи свои войска прислали некоторые из его союзников. Так, царь Малгиума смог выделить тысячу солдат. Зимри-Лим, царь Мари, также поспешил отправить несколько тысяч человек под командованием одного из своих военачальников по имени Зимри-Адду. Некоторые сведения об осаде как таковой мы можем почерпнуть как раз из писем, отправленных в Мари участниками этой экспедиции. Одно из писем говорит о башнях и таранах, другое упоминает начатые в соответствии с приказом Хаммурапи работы по возведению земляной насыпи. У нас есть сведения о некоторых примечательных инцидентах, которые имели место во время этой долгой осады. Так послания, направлявшиеся Рим-Сину царём Катны, перехватывались вавилонянами, которые подозревали, что речь в этих письмах могла идти об оказании военной помощи. В это же время до Зимри-Лима дошёл рассказ о том, как обрадовался Хаммурапи, узнав о смерти суккаля; слух, однако, оказался преувеличенным — правитель Элама был лишь тяжело болен. Имеются многочисленные указания на то, что осада Ларсы продлилась гораздо дольше, чем предполагал царь Вавилона.
В конце концов, Ларса была взята; город истощил имевшиеся запасы зерна. С конца эллула (август — сентябрь) 1763 г. до н. э. есть документ о расходах царского хозяйства города Ларсы. Из него видно, что в этом году за первое полугодие (или несколько меньше) в связи с войной расходы дворца на выдачи царскому персоналу возросли в Ларсе в 1,5 раза, а на собственно дворцовые нужды сократились в 6,5 раза. Зато на экстренные нужды во время осады (по-видимому, за месяц) из запасов дворца было взято больше, чем за весь прошлый год, а именно 26 тысяч литров ячменя и это всё же очень немного, меньше чем месячный паек на 300 воинов. Отсюда видно, что из дворцовых запасов во время осады содержали очень небольшой отряд (а если и большой, то на мизерном пайке). По всей видимости, Рим-Син недооценил опасность осады и не запас достаточное количество провианта. 
Сколько времени продержались осажденные, точно неизвестно, но, во всяком случае, документы стали датироваться по правлению Хаммурапи в Куталлу не позже чем с нисана (март — апрель), а в Ларсе не позже чем с симана (май — июнь) 1762 г. до н. э. . Надо, однако, заметить, что с улула (август — сентябрь) 1763 г. до н. э. по нисан (март — апрель) 1762 г. до н. э. из этих городов вообще не дошло ни одного документа.
Письмо, которое сообщает Зимри-Лиму новость о падении Ларсы, составленно в поэтическом стиле и не позволяет узнать точные обстоятельства падения Ларсы:

«Хотя я и прежде видел мужество ханеев, никогда я не наблюдал его у них [в такой степени]. Сегодня бог моего господина шёл перед его войсками и сломал копьё злодея и врага. Город Ларса взят. Не было никакого ущерба или потерь, которые нужно было бы возместить. Войска моего господина в порядке. Пусть он не прибывает в беспокойстве. Мы в порядке. Пусть мой господин радуется!»
Другой корреспондент был более точен:

«Вавилонское войско вошло в Ларсу и взяло крепость (может, царский дворец). Это произошло утром. А Рим-Сина вывели живым.»
В названии своего 31-го года Хаммурапи описывает победу над Ларсой следующим образом:

«Год, когда царь Хаммурапи, веруя в Ану и Энлиля, идущих впереди его войска, и высшей силой, данной ему великими богами, разгромил войска Ямутбалы, поработил их царя Рим-Сина и привёл жителей Шумера и Аккада под свою власть.»

## Семья
Известны три жены Рим-Сина, две из которых (исключительный факт!) оставили собственные надписи.
- Симат-Иштар упоминает о сооружении храма в честь Нин-эгаль (возможно, имеется в виду посвящение этой богине дворцовой часовни).
- Рим-Син-Шала-башташу посвятила Инанне вазу из диорита, прося богиню продлить годы жизни своему супругу и дочери (которая, очевидно, страдала тяжёлой глазной болезнью).
- Бельтани. От неё до нас дошла надписанная цилиндрическая печать.

Примечательно, что ни одна из этих трёх женщин не была особой царского рода, хотя династические браки в то время часто использовались для того, чтобы укрепить уже существовавшие политические союзы или создать новые.

## Список датировочных формул Рим-Сина
|                             | |
| 1 год 1823 / 1822 до н. э.  | Год, когда Рим-Син [стал] царём mu dri-im-den.zu lugal |
| 2 год 1822 / 1821 до н. э.  | Год, когда храм Адада в Ларсе и храм Бараулегарра в Зарбилуме были построены [и] он (Рим-Син) привёл в [храм] Эгальбарра (внешний дворец) статую из меди представляющюю царя Варад-Сина mu e2-diszkur sza3 larsaki-ma e2-dbara2-ul-e-gar-ra sza3 zar-bi-lumki ba-du3-a u3 urudualan ir3-den.zu lugal sza3 e2-gal-bar-ra-sze3 i-ni-in-ku4-re |
| 3 год 1821 / 1820 до н. э.  | Год, когда [Рим-Син] принёс четыре статуи из меди представляющих Кудурмабуга в храм Нанна и построил храм Нинмарки в Ашдубба mu 4 urudualan ku-du-ur-ma-bu-uk e2-dnanna-sze3 i-ni-in-ku4-re u3 e2-dnin-mar-ki sza3 asz-dub-ba mu-un-du3-a |
| 4 год 1820 / 1819 до н. э.  | Год, когда храмы Инанны, Нанна и Энки были построены в Ларсе mu e2-dinanna e2-dnanna u3 e2-den-ki sza3 larsaki-ma ba-du3 |
| 5 год 1819 / 1818 до н. э.  | Год, когда [Рим-Син] принёс две медные статуи представляющих Кудурмабуга и медную стелу в [храм] Эгальбарра mu 2 urudualan ku-du-ur-ma-bu-uk u3 1 uruduna-ru2-a e2-gal-bar-ra-sze3 i-ni-in-ku4-re |
| 6 год 1818 / 1817 до н. э.  | Год, когда храм Бараулегарра в Адабе был построен и [Рим-Син] сделал золотую статую представляющую Син-иддинама, царя Ларсы mu e2-dbara2-ul-e-gar-ra sza3 ud-nunki / adabki ba-du3 u3 alan ku3-sig17 den.zu-i-din-nam lugal larsaki-ma mu-na-an-dim2 |
| 7 год 1817 / 1816 до н. э.  | Год, когда двое больших ворот были построены в Машкан-шапир и [Рим-Син] углубил оросительный канал в 4 данна (35,5 км), [получив таким образом] поля и пастбища ROM 2048, 2050 mu abul 2-a-bi masz-gan2-szabraki ba-du3 u3 e a-sza3 sza3-tum2-ma 4 danna mu-un-si-ga |
| 8 год 1816 / 1815 до н. э.  | Год, когда [Рим-Син] построил храм Энки в Уре и храм Нин-энимма в Э-Нинмар mu e2-den-ki sza3 ur2iki-ma u3 e2-dnin-e2-nim-ma sza3 e2-dnin-mar-ki mu-un-du3-a |
| 9 год 1815 / 1814 до н. э.  | Год, когда [Рим-Син] в Лагаше вырыл канал на берегу моря mu id2-lagaszki zag a-ab-ba-sze3 mu-un-ba-al-la2 |
| 10 год 1814 / 1813 до н. э. | Год, когда [Рим-Син] построил великую стену города Уту-гарра / Ишкун-Шамаша на берегу Евфрата mu bad3 gal dutu-gar-ra / iszkun-dszamasz gu2 id2-buranun-na mu-un-du3-a |
| 11 год 1813 / 1812 до н. э. | Год, когда Рим-Син принёс две медные статуи молящегося [царя] в храм Уту mu 2 urudualan szud3-szud3-de3 dri-im-den.zu e2dutu-sze3 i-ni-in-ku4-re |
| 12 год 1812 / 1811 до н. э. | Год, когда верховная жрица Адада в Каркаре / Энеги была поставлена mu nin-dingir-diszkur sza3 imki / ennegiki ba-hun-ga2 |
| 13 год 1811 / 1810 до н. э. | Год, когда [Рим-Син] построил великую стену города Ишкун-Нергал bad3 gal isz-ku-un-dne3-iri11-gal mu-un-du3-a или mu bad3 gal dne3-iri11-gal-gar-ra mu-un-du3-a |
| 14 год 1810 / 1809 до н. э. | Год, когда армии Урука, Исина, Вавилона, Сутума, Рапикума, и Ираданене, царь Урука были поражены оружием mu ugnim unugki i3-si-inki tin-tirki su-ti-umki ra-pi-qumki u3 irda-ne-ne lugal unugki-ga gisztukul ba-an-sig3 |
| 15 год 1809 / 1808 до н. э. | Год, когда [Рим-Син] захватил со своим мощным оружием Пи-наратим и Назарум mu ka-id2-daki u3 uruki na-za-ru-umki gisztukul kalag-ga-ni-ta in-dab5-ba |
| 16 год 1808 / 1807 до н. э. | Год, когда [Рим-Син] вырыл в степи на берегу моря канал Ид-хегаль («Канал изобилия») mu id2-edin-na id2-he2-gal2-la zag a-ab-ba-sze3 mu-un-ba-al-la2 |
| 17 год 1807 / 1806 до н. э. | Год, когда [Рим-Син] захватил большое укрепление Имгур-Гибил («Возлюбленный Гибил») и город Зибнатум с помощью могучего оружия, возложенного на него Энлилем mu bad3 gal im-gur-dgibil6 u3 uruki zi-ib-na-tumki gisztukul kalag den-lil2 mu-un-na-sum-ma-ta in-dab5-ba |
| 18 год 1806 / 1805 до н. э. | Год, когда [Рим-Син] взял в один день города Бит-Шу-Син («Дом Шу-Сина») и Узарбара с помощью сильного оружия, возложенного на него Энлилем mu uruki e2-szu-den.zu-na / bit-szu-dsin-na uruki u2-syar-pa-raki gisztukul kalag-ga den-lil2 mu-un-na-sum-ma-ta u4 1-kam in-dab5-ba |
| 19 год 1805 / 1804 до н. э. | Год, когда [Рим-Син] вырыл на берегу моря возле Тигра канал богов, который принёс изобилие, и преподнёс большую золотую эмблему в храм Уту mu id2-idigna id2-dingir-re-ne nam-he2-[gal2] tum3 zag a-ab-ba-sze3 mu-ba-al-la2 giszszu-nir gal ku3-sig17 e2-dutu-sze3 i-ni-in-ku4-re |
| 20 год 1804 / 1803 до н. э. | Год, когда Кисурра была захвачена и присоединена к Ларсе и [Рим-Син] с помощью сильного оружия, доверенного ему Энлилем, уничтожил Дурум (Дер) mu ki-sur-raki larsaki-ma-sze3 mu-un-ku4-ra ba-an-dab5 gisztukul kalag-ga den-lil2 mu-un-na-sum-ma-ta bad3ki mu-un-na-hul-a |
| 21 год 1803 / 1802 до н. э. | Год, когда [Рим-Син] уничтожил Урук с помощью сильного оружия, возложенного на него Энлилем, и представленных союзных войск, но пощадил жителей (из Урука) mu gisztukul kalag-ga den-lil2 mu-un-na-sum-ma-ta unugki mu-un-hul-a eren2 a2-dah-bi szu-ne2 sa2 bi2-in-du11-ga egir nam-lu2-ulu3-bi szu-gar mu-un-gar-ra |
| 22 год 1802 / 1801 до н. э. | Год, когда праведный пастырь Рим-Син по приказу Ана, Энлиля и Энки расчистил канал, чье название было забыто, и назвав его Ид-сикиль («Чистый канал»), добавил большие поверхности земли приграничным городам mu du11-ga zi-da an den-lil2 den-ki-ga-ta id2 ul-ta mu-bi nu sa4-a sipa zi dri-im-den.zu mu-ba-al-la2 id2-sikil-la mu-bi bi2-in-sa4-a uruki didli-be2-esz2 gan2 dagal-la bi2-in-dah-e |
| 23 год 1801 / 1800 до н. э. | Год, когда праведный пастырь Рим-Син, по приказу Ана, Энлиля и Энки и во их здравие, расчистил от Урука / Ларсы до берега моря Евфрат — святую чашу Нанна, который приносит первые плоды / подарки [храму] Экур, таким образом, сделав доступными большие территории и создав большие участки пахотных земель на его берегах, а также обеспечив пресной водой Ур mu du11-ga an den-lil2 den-ki-ga-ta id2-bu-ra-nun-na di4-lim-da ku3-ga dnanna-ta nesag tum3 e2-kur-ra-sze3 nam-ti-la-ni-sze3 sipa zi dri-im-den.zu ki unugki / larsaki-ta zag a-ab-ba-sze3 mu-un-ba-al-la2 sza3 gu2-be2 a-gar3 dagal-la im-ta-e3-a gan2 zi-de3-[esz] dagal a du10 sza3 ur2iki-sze3 im-mi-in-gar-ra |
| 24 год 1800 / 1799 до н. э. | Год, когда праведный пастырь Рим-Син, по приказу Ана, Энлиля и Энки, мудрый которых молодежь буйный, вырыл двойной канал к берегу моря, обеспечив многочисленное население питьевой водой, добившись избыточного урожая на их берегах, и изменив [его берегами] многие поля и пашни Year in which the righteous shepherd Rim-Sin, the wise whose youth is exuberant, dug under the order of An, Enlil, and Enki a double canal towards the shore of the sea, providing a large population with drinking water, producing a superabundance of harvest on its banks, and (he) changed (its banks) into many fields and arable lands mu du11-ga an den-lil2 den-ki-ga-ta id2-masz-tab-ba a nag un dagal-sze3 gal2-la gu2 diri-a-bi he2-gal2 dasznan gar-gar-ra-am3 sipa zi dri-im-den.zu lu2 igi-gal2 tuk ban3-da-bi diri-ga zag a-ab-ba-sze3 mu-un-ba-al-la2 a-gar3 didli-bi gan2 zi-de3-esz2 bi2-in-ku4-re |
| 25 год 1799 / 1798 до н. э. | Год, когда праведный пастырь Рим-Син, с помощью мощных Ана, Энлиля и Энки, захватил город Дамик-илишу, привёл его жителей, которые помогали Исину, в плен в Ларсу, и установил свою победу большую, чем прежде mu a2 mah an den-lil2 den-ki-ga-ta uruki bad3 da-mi-iq-i3-li2-szu a2-dam zag szu-dab5-be i3-si-inki-ka sipa zi dri-im-den.zu in-dab5-ba szir3-szir3-ra lu2Xkar2-a sza3 larsaki-sze3 bi2-in-ku4-re u4 ul-a-ta u3-ma-a-ni mu-un-gub-ba |
| 26 год 1798 / 1797 до н. э. | Год, когда праведный пастырь Рим-Син, по праведному приказу Ана, Энлиля и Энки, расчистил канал, ранее уже не использующийся, который принёс изобилие Ларсе, назвав его Ид-нисиса («Канал правды»), тем самым достигнув большой славы mu inim zi an den-lil2 den-ki-ga-ta id2 ul-ta ba-ra-gal2-la he2-gal2 tum3 larsaki-sze3 sipa gi-na dri-im-den.zu mu-ba-al-la2 id2-ni3-si-sa2 mu-bi bi2-in-sa4-a pa bi2-in-e3-a |
| 27 год 1797 / 1796 до н. э. | Год, когда пастырь Рим-Син, прислушиваясь к всеобщему гласу народа, по заказу Ана, Энлиля и Энки, вырыл канал, что ревёт сильно, канал, который не расчищался много лет, чьи берега покрылись тростником, не оставлявшим больших пахотных земель; он расчищал его постоянно до берега моря и сделал доступными большие площади земли (под пашню) mu du11-ga an den-lil2 den-ki-ga-ta id2-gu3-nun-di ul-ta ba-ra-si-ga gan2 gi dagal-la gan2 zi nu gal2-la dri-im-den.zu sipa gisz tuk kur gal-la igi a-ab-ba-sze3 e da-ri2 in-si-ga gu2-bi-ta a-gar3 dagal-la im-ta-e3-a |
| 28 год 1796 / 1795 до н. э. | Год, когда истинный пастырь Рим-Син по заказу Ана, Энлиля и Энки построил главную городскую стену Зарбилума, стены которого не реставрировались в течение длительного времени, [он] заселил его многочисленным народом и предоставил им тихое место для отдыха mu du11-ga an den-lil2 den-ki-ga-ta bad3 zar-bi2-lum uru gu2-sag u4-na-me bad3-bi nu mu-un-du3-a dri-im-den.zu sipa un dagal-la-bi ki-bi-sze3 bi2-in-gi4-a ki-dur2 ne-ha im-mi-in-dur2 |
| 29 год 1795 / 1794 до н. э. | a Год, когда праведный пастырь Рим-Син с помощью могучей силы Ана, Энлиля и Энки захватил в один день Дуннум крупнейший город Исина, забрал всех его воинов, но не стал переселять его население с насиженных мест mu a2 kalag an den-lil2 den-ki-ga-ta du-un-nu-umki uruki sag-mah i3-si-in-naki-ka sipa zi dri-im-den.zu u4-1-kam in-dab5-ba eren2 nam-gub-be2 szu-ni-sze3 bi2-in-gar-ra nam-lu2-ulu3-bi ki-dur2-bi nu mu-un-kur2-ra b Год, когда он направился в Исин BM 78362 mu i3-si-in-na szu-ni ki-bi ib-[gar-ra]? |
| 30 год 1794 / 1793 до н. э. | Год, когда Рим-Син, истинный пастырь с мощным оружием Ана, Энлиля и Энки, захватил Исин, столицу царства, и различные деревни, но пощадил жизнь их обитателей, и сделал великой навсегда славу своего царства mu gisztukul mah an den-lil2 den-ki-ga-ta i3-si-inki uru nam-lugal-la u3 a2-dam didli-bi a-na-me-a-bi sipa zi dri-im-den.zu in-dab5-ba ugu un dagal-la-be2 szu nam-ti-la in-gar-ra mu nam-lugal-bi du-re2-sze3 bi2-in-e3 |
| 31 год 1793 / 1792 до н. э. | Год после года, когда он захватил Исин / 2-й год, как [с] оружием он захватил Исин mu us2-sa / ki 2 gisztukul i3-si-inki in-dab5-ba |
| 32 год 1792 / 1791 до н. э. | 3-й год, как Исин был захвачен mu ki 3 i3-si-in-naki ba-an-dab5 |
| 33 год 1791 / 1790 до н. э. | 4-й год, как Исин был захвачен mu ki 4 i3-si-inki in-dab5-ba |
| 34 год 1790 / 1789 до н. э. | 5-й год, как Исин был захвачен mu ki 5 i3-si-inki in-dab5-ba |
| 35 год 1789 / 1788 до н. э. | 6-й год, как Исин был захвачен mu ki 6 i3-si-inki in-dab5-ba |
| 36 год 1788 / 1787 до н. э. | 7-й год, как Исин был захвачен mu ki 7 i3-si-inki in-dab5-ba |
| 37 год 1787 / 1786 до н. э. | 8-й год, как Исин был захвачен mu ki 8 i3-si-inki in-dab5-ba |
| 38 год 1786 / 1785 до н. э. | 9-й год, как Исин был захвачен mu ki 9 i3-si-inki in-dab5-ba |
| 39 год 1785 / 1784 до н. э. | 10-й год, как Исин был захвачен mu ki 10 i3-si-inki in-dab5-ba |
| 40 год 1784 / 1783 до н. э. | 11-й год, как Исин был захвачен mu ki 11 i3-si-inki in-dab5-ba |
| 41 год 1783 / 1782 до н. э. | 12-й год, как Исин был захвачен mu ki 12 i3-si-inki in-dab5-ba |
| 42 год 1782 / 1781 до н. э. | 13-й год, как Исин был захвачен mu ki 13 i3-si-inki in-dab5-ba |
| 43 год 1781 / 1780 до н. э. | 14-й год, как Исин был захвачен mu ki 14 i3-si-inki in-dab5-ba |
| 44 год 1780 / 1779 до н. э. | 15-й год, как Исин был захвачен mu ki 15 i3-si-inki in-dab5-ba |
| 45 год 1779 / 1778 до н. э. | 16-й год, как Исин был захвачен mu ki 16 i3-si-inki in-dab5-ba |
| 46 год 1778 / 1777 до н. э. | 17-й год, как Исин был захвачен mu ki 17 i3-si-inki in-dab5-ba |
| 47 год 1777 / 1776 до н. э. | 18-й год, как Исин был захвачен mu ki 18 i3-si-inki in-dab5-ba |
| 48 год 1776 / 1775 до н. э. | 19-й год, как Исин был захвачен mu ki 19 i3-si-inki in-dab5-ba |
| 49 год 1775 / 1774 до н. э. | 20-й год, как Исин был захвачен mu ki 20 i3-si-inki in-dab5-ba |
| 50 год 1774 / 1773 до н. э. | 21-й год, как Исин был захвачен mu ki 21 i3-si-inki in-dab5-ba |
| 51 год 1773 / 1772 до н. э. | 22-й год, как Исин был захвачен mu ki 22 i3-si-inki in-dab5-ba |
| 52 год 1772 / 1771 до н. э. | 23-й год, как Исин был захвачен mu ki 23 i3-si-inki in-dab5-ba |
| 53 год 1771 / 1770 до н. э. | 24-й год, как Исин был захвачен mu ki 24 i3-si-inki in-dab5-ba |
| 54 год 1770 / 1769 до н. э. | 25-й год, как Исин был захвачен mu ki 25 i3-si-inki in-dab5-ba |
| 55 год 1769 / 1768 до н. э. | 26-й год, как Исин был захвачен mu ki 26 i3-si-inki in-dab5-ba |
| 56 год 1768 / 1767 до н. э. | 27-й год, как Исин был захвачен mu ki 27 i3-si-inki in-dab5-ba |
| 57 год 1767 / 1766 до н. э. | 28-й год, как Исин был захвачен mu ki 28 i3-si-inki in-dab5-ba |
| 58 год 1766 / 1765 до н. э. | 29-й год, как Исин был захвачен mu ki 29 i3-si-inki in-dab5-ba |
| 59 год 1765 / 1764 до н. э. | 30-й год, как Исин был захвачен mu ki 30 i3-si-inki in-dab5-ba |
| 60 год 1764 / 1763 до н. э. | 31-й год, как Исин был захвачен mu ki 31 i3-si-inki in-dab5-ba |

| Династия Ларсы            |                                                     |                            |
| Предшественник: Варад-Син | царь Ларсы ок. 1823 — 1763 до н. э. (правил 60 лет) | Преемник: захват Вавилоном |